# Acanthoptura simplicicollis
Acanthoptura simplicicollis är en skalbaggsart som beskrevs av Holzschuh 1993. Acanthoptura simplicicollis ingår i släktet Acanthoptura och familjen långhorningar. Inga underarter finns listade i Catalogue of Life.